# Mildred Pope
Pour les articles homonymes, voir Pope (homonymie).
Mildred Katherine Pope (28 janvier 1872 - 16 septembre 1956) est une philologue et universitaire britannique, spécialiste de littérature anglo-normande. Elle est connue comme la première femme enseignante à l'université d'Oxford. Elle est fellow au Somerville College de 1921 à 1934 et professeure à l'université de Manchester de 1934 à 1939.

## Biographie
Mildred Pope naît en 1872 à Paddock Wood, dans le Kent, fille d'Edwin Pope, pasteur anglican, et d'Emily Frances, née Watson. Elle fait ses études secondaires au lycée de filles d'Edgbaston, à Birmingham de 1881 à 1888. Elle enseigne quelque temps à Maidstone School et à son ancien lycée, puis elle s'inscrit en 1891 au Somerville College d'Oxford, où elle étudie les langues. Intéressée par la philologie de l'ancien français, elle suit des cours par correspondance avec Paget Toynbee à Cambridge. Elle est membre de l'équipe de hockey du collège et obtient un blue (en), distinction sportive universitaire, dans ce sport. Elle obtient une mention très bien aux examens de 1893. Elle obtient un poste de bibliothécaire au Somerville College d'Oxford, fonction qu'elle cumule à partir de 1894 avec celle de tutrice d'étudiantes. Elle fait une année d'étude à l'université de Heidelberg. Elle est l'une des sept membres fondatrices des Associated Prigs. Sous ce nom se réunissait le dimanche soir un groupe de discussion au sein du Somerville College. Ses membres n'ont jamais convenu d'un nom ou d'un chef, mais le groupe a conservé des traces de ses activités et des liens après leur départ de Somerville. Les autres membres fondateurs étaient notamment Eleanor Rathbone et Edith Marvin.
Elle obtient un congé sabbatique en 1900 et 1902, pour préparer son doctorat, et s'inscrit à l'université de Paris. Elle soutient une thèse intitulée Étude sur la langue de Frère Angier, dirigée par les néogrammairiens Gaston Paris et Paul Meyer à Paris, en 1903,. Frère Angier est un moine angevin, installé en Angleterre et auteur de traductions en vers depuis le latin des Dialogues de saint Grégoire et de La Vie de Saint Grégoire, entre 1212 et 1214,.
Durant la Première Guerre mondiale, elle participe à trois reprises aux activités du Friends War Victims Relief, un organisme d'aide aux réfugiés et aux victimes de la guerre, en France. Elle s'engage en faveur du droit de vote des femmes et enrôle des enseignantes de Somerville dans cette revendication, ce qui provoque un conflit avec l'administration du collège.
Compte tenu de la politique d'Oxford sur l'admission des femmes, elle n'obtient son diplôme d'Oxford qu'après la Première Guerre mondiale. Elle obtient un master en 1919 par décret de l'université, et elle est nommée conférencière en 1920, puis lectrice d'université en 1928, devenant la première femme à accéder à cette fonction à Oxford. Elle est également nommée principale adjointe de Somerville en 1929. En 1934, elle quitte Oxford et est nommée professeure invitée de langue française et de philologie romane à l'université de Manchester, puis titularisée en tant que professeure en 1935. Elle prend sa retraite en 1939 et se voit conférer un doctorat honoris causa de l'université de Bordeaux la même année, ainsi qu'un fellowship honorifique de Somerville College. Après sa mort en 1956, The Oxford Magazine, dans une notice nécrologique, estime qu'elle est l'une des « membres les plus anciens, les plus distingués et les plus aimés » de Somerville. Ses collègues éditent à cette occasion des mélanges, Studies in French Language and Mediaeval Literature. Le personnage de Miss Lydgate dans Gaudy Night (1935) est inspiré d'elle.
Elle s'installe à Abingdon, dans le Berkshire, et meurt des suites d'un cancer dans une maison de santé d'Oxford, le 16 septembre 1956.

## Activités scientifiques
Mildred Pope a eu comme étudiants plusieurs médiévistes connus, notamment Eugène Vinaver, Dominica Legge et Dorothy Sayers. Elle participe à la fondation en 1937 de l'Anglo-Norman Text Society, une société savante vouée à la promotion de l'étude de la langue et de la littérature anglo-normandes. Elle contribue à l'édition critique de La Seinte Resureccion et de la Romance of Horn dans la collection de textes édités par la société. Son ouvrage, From Latin to Modern French, with Especial Consideration of Anglo-Norman, publié en 1934, fait autorité dans le domaine de la langue française et figure dans les bibliographies universitaires de ce domaine.

## Publications
- Life of the Black Prince, Chandos Herald, Oxford, Clarendon Press, 1910, avec Eleanor C. Lodge.
- From Latin to modern French, with especial consideration of Anglo-Norman; phonology and morphology, 1934.
- (co-éd) La seinte resureccion from the Paris and Canterbury mss, avec T. Atkinson Jenkins, J. M. Manly & Jean G. Wright, Oxford, The Anglo-Norman Text Society, 1943.
- The Anglo-Norman element in our vocabulary: its significance for our civilization, Manchester, Manchester University Press, 1944
- (éd.) The Romance of Horn, 2 vols., Oxford, The Anglo-Norman Text Society, 1955-1964.